# Berg (Hofors)
Berg is een plaats in de gemeente Hofors in het landschap Gästrikland en de provincie Gävleborgs län in Zweden. De plaats heeft 90 inwoners (2005) en een oppervlakte van 38 hectare.